# Collezionismo d'arte

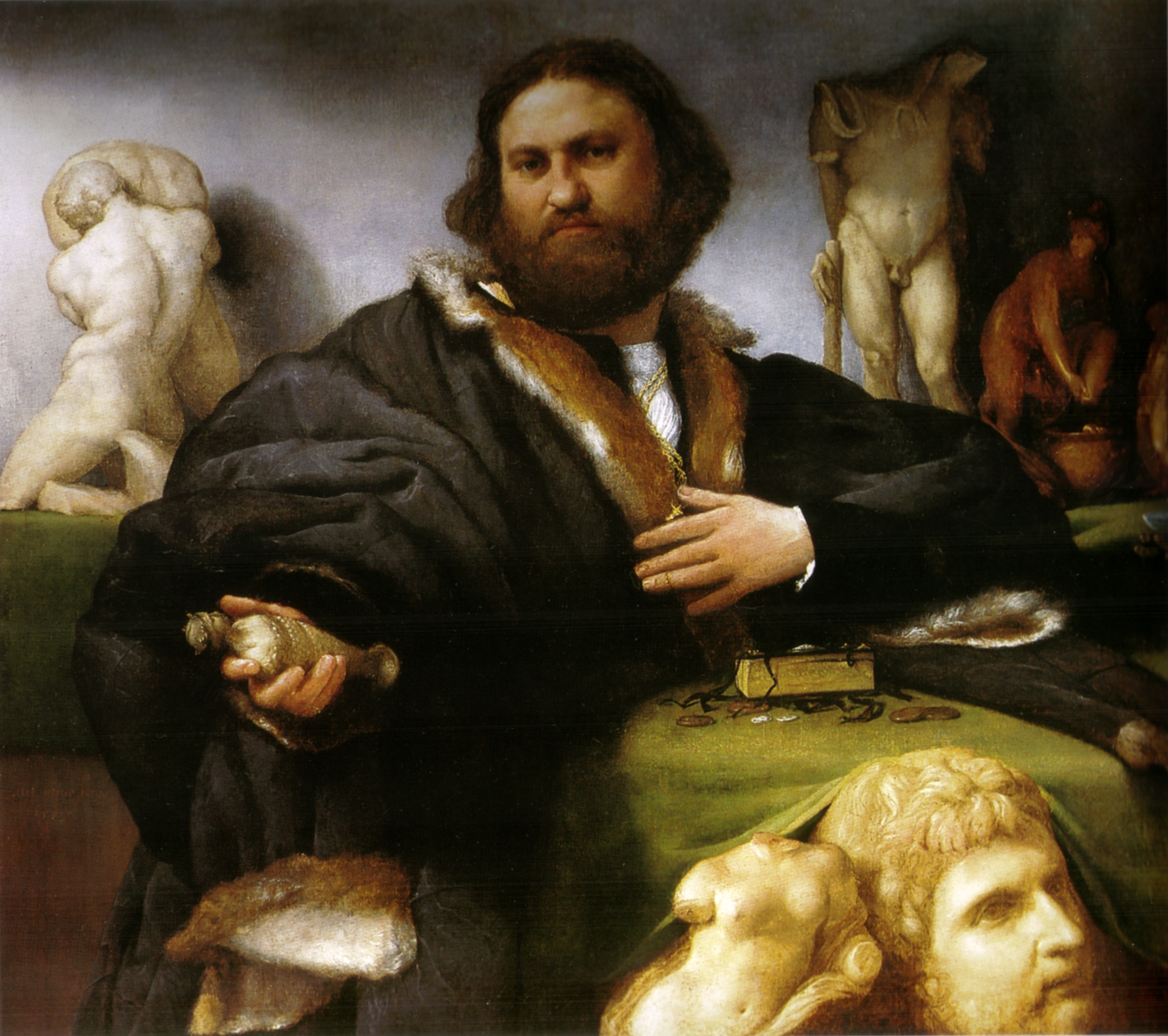
Lorenzo Lotto, Ritratto di Andrea Odoni, 1527, Hampton Court, Royal Art Collection

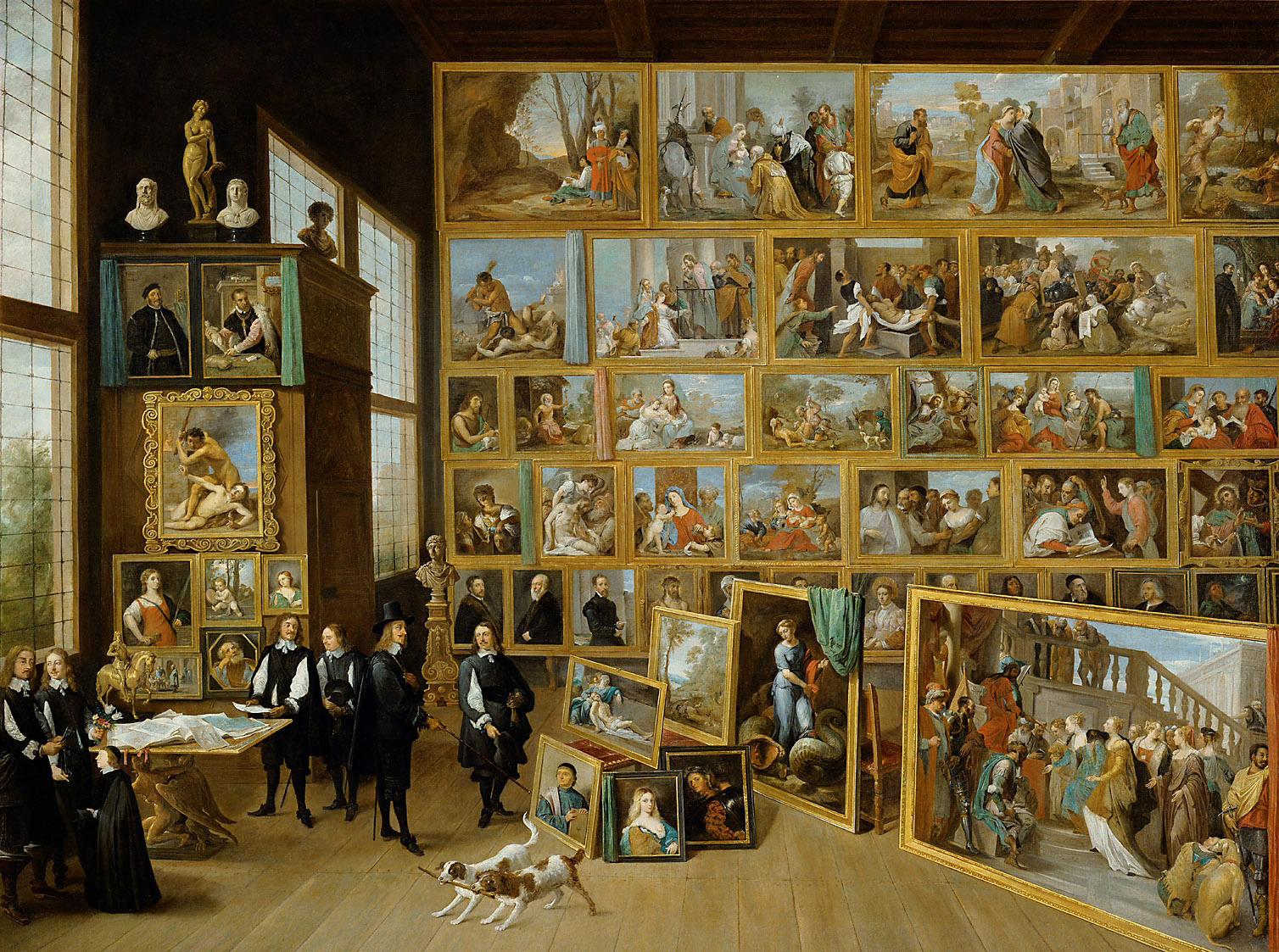
David Tenier, La galleria dell'Arciduca Leopoldo Guglielmo a Bruxelles, Vienna, Kunsthistorisches Museum

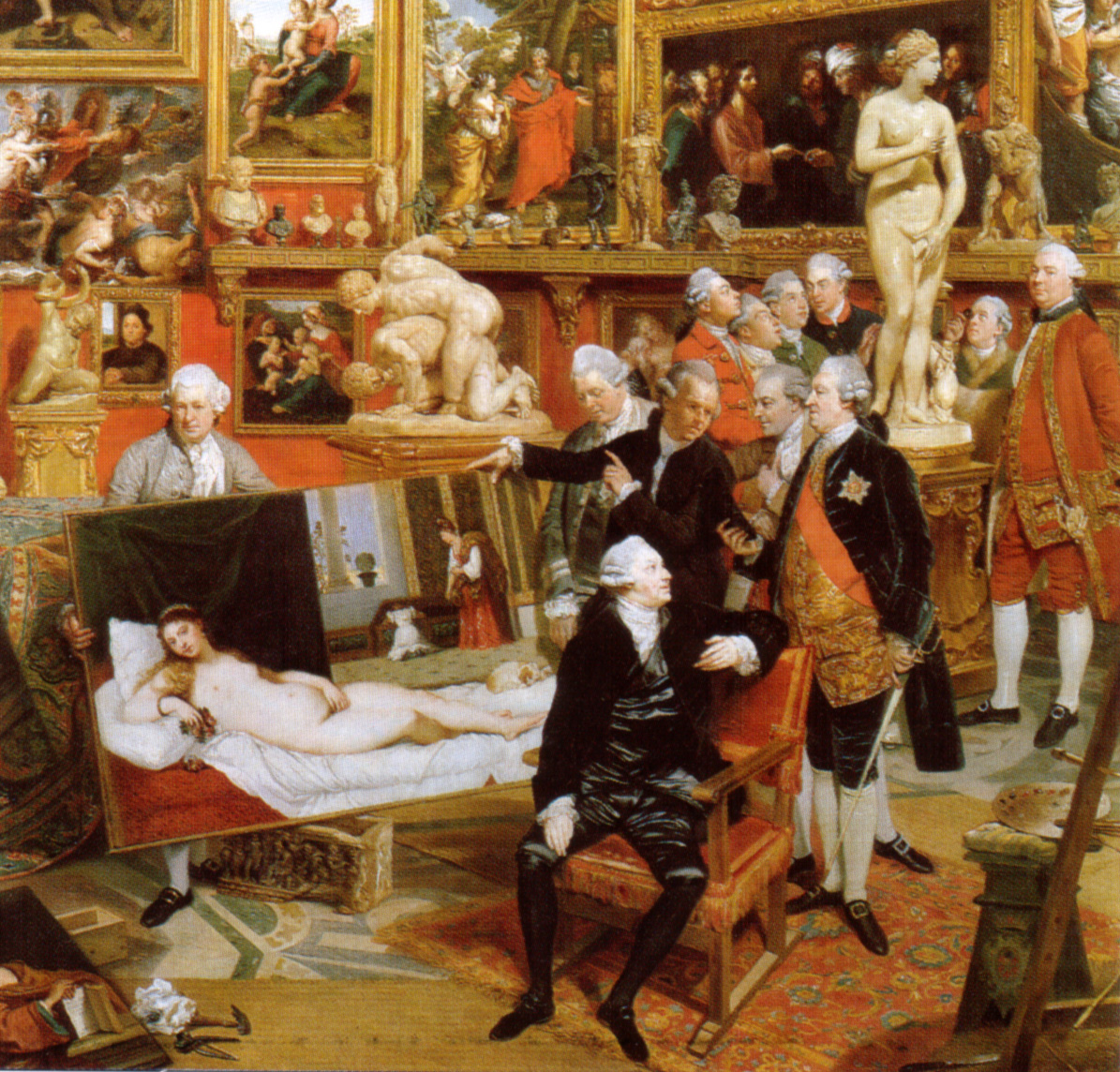
Johann Zoffany, La Tribuna degli Uffizi, Francoforte sul Meno

Il collezionismo d'arte, cioè l'abitudine (di origine antica) di famiglie e soggetti privati di raccogliere opere d'arte, è strettamente connesso a motivazioni culturali ed estetiche, al fenomeno del mecenatismo ed al mercato dell'arte. Alcune delle più ricche collezioni del passato sono andate a costituire il nucleo originario di un museo.

## Storia

### Gli inizi
Il collezionismo, fiorente durante l'antichità greco-romana, decadde nel Medioevo in quanto strettamente legato alla valutazione dell'opera d'arte: la Chiesa tendeva infatti a reprimere e condannare ogni forma di ostentazione di lusso e ricchezza. Alle raccolte di tesori conservate nelle chiese e nelle abbazie medievali non veniva attribuito valore storico o estetico, ma puramente strumentale (avevano il solo fine di avvicinare i fedeli alla sfera spirituale); lo stesso va detto per i reperti classici verso cui mostrarono interesse numerosi sovrani (Carlo Magno, Federico II, i papi), che dovevano solo sottolineare il loro ruolo di eredi del potere imperiale.
Il valore storico e documentario dell'opera d'arte tornò ad essere ben compreso solo con Petrarca (1304–1374): grande raccoglitore di monete antiche (in gran parte poi donate all'imperatore Carlo IV di Boemia), l'umanista vedeva nei ritratti degli antichi su di esse effigiati dei sussidi insostituibili per la ricostruzione delle fattezze dei personaggi del mondo classico e degli incitamenti ad imitarne le virtù.

### L'età del Rinascimento e del Manierismo
Nel XV secolo i reperti classici smisero di essere considerati solo uno stimolo etico ed acquistarono valore di testimonianza visiva dell'antichità, che permetteva di stabilire un legame diretto con essa: accanto agli umanisti (Niccolò Niccoli, Leonardo Bruni, Poggio Bracciolini) anche le famiglie della nobiltà iniziarono a raccogliere pezzi antichi, nei quali vedevano soprattutto il suggello del prestigio politico e culturale acquisito. Cosimo il Vecchio de' Medici, ad esempio, fece del suo mecenatismo uno strumento di consenso alla conquista del potere a Firenze: in tal senso vanno intese le sue commissioni a Donatello e Brunelleschi, così come la sua passione per la glittica. I suoi eredi, Piero il Gottoso e Lorenzo il Magnifico, ampliarono notevolmente la collezione dinastica, che venne sistemata nel nuovo Palazzo di via Larga e nel Giardino di San Marco (dove avvenne la formazione di Michelangelo) in modo da fornire moniti politici e culturali ai visitatori. Il collezionismo della famiglia Medici si chiuse quando Firenze passò a Francesco di Lorena (1735): Anna Maria Luisa, figlia di Cosimo III, lasciò per sempre alla città le collezioni raccolte nel corso dei secoli dalla dinastia.
L'utilità del possesso di oggetti d'arte al fine di acquisire rinomanza venne ben compresa anche dagli artisti, desiderosi di sottolineare il carattere intellettuale della loro attività, di non essere più considerati solo semplici artigiani e di integrarsi tra gli umanisti. Le botteghe dello Squarcione, di Lorenzo Ghiberti, del Sodoma e di molti altri divennero delle vere gallerie d'arte che, oltre a fornire modelli agli allievi, dovevano documentare la fama e la cultura dei proprietari.
Per gran parte del '500 le raccolte conservarono in genere un carattere privato e di documentazione enciclopedica: accanto alle sculture classiche ed alle opere d'arte trovavano posto oggetti esotici, strumenti alchemici e curiosità naturali conservati in studioli (celebri quello di Isabella d'Este a Mantova e quello di Francesco I de' Medici, in Palazzo Vecchio a Firenze), piccoli ambienti appositamente creati e destinati al raccoglimento intellettuale. Tipica del collezionismo dei paesi nordici è invece la Wunderkammer (camera delle Meraviglie), originatasi dal medievale tesoro dei castelli principeschi.
Negli anni ottanta del XVI secolo si vide il nascere di una più precisa sensibilità storiografica, connessa anche alla pubblicazione delle Vite di Giorgio Vasari; con gli Uffizi si ebbe il primo caso di edificio appositamente creato per contenere le collezioni d'arte, che smettevano di costituire una sorta di arredamento del palazzo del principe e venivano ad assumere una fisionomia relativamente autonoma. Dappertutto le collezioni iniziarono ad essere trasferite ed esposte in gallerie, vasti ambienti di passeggio coperti, dove dovevano esaltare la grandezza ed il gusto del committente.
Sempre nel Cinquecento, si formano grandi collezioni di arte antica a Roma, come la collezione Farnese.

### Il Sei-Settecento
All'aprirsi del '600, Roma, con la curia papale, era la capitale artistica d'Europa: grandi collezionisti furono i cardinali Scipione Borghese, Francesco Maria Del Monte, Pietro Aldobrandini, Maffeo Barberini, Marcantonio Colonna, Ludovico Ludovisi, Giovanni Battista Pamphilj e Bernardino Spada; in Francia, secondo il pensiero di Richelieu (collezionista egli stesso, che donò le sue grandiose raccolte alla Corona), il collezionismo invece fu essenzialmente di corte, espressione dell'autorità monarchica.
A cavallo tra i secoli XVI e XVII il collezionismo acquisì una ben individuata fisionomia: accanto agli antiquari, quegli studiosi dell'antichità che, in seconda istanza, potevano anche raccoglierne e conservarne testimonianze concrete, nella critica d'arte si affermò la figura del conoscitore dilettante, intenditore d'arte dal gusto raffinato in grado di mettere le proprie competenze al servizio di collezionisti "nuovi", di estrazione borghese: le personalità di Giulio Mancini, Francesco Angeloni e Cassiano dal Pozzo incarnano questa nuova figura, la cui competenza non derivava più dal possedere specifiche cognizioni tecniche e professionali, ma dalla grande familiarità con gli artisti e le loro opere.
Si affermò in tal modo l'autonomia della critica d'arte dalla pratica, ed iniziò ad allentarsi lo stretto legame tra artisti e committenti (fino ad allora prevalentemente nobili ed ecclesiastici). Iniziarono ad essere organizzate mostre d'arte a cui partecipavano pittori nuovi, soprattutto stranieri (i bamboccianti), che ponevano gli artisti e le loro opere di fronte al pubblico: in questo contesto la figura del dilettante acquistò straordinaria importanza, in grado com'era di condizionare con il peso della sua cultura gli acquisti dei collezionisti.
Anche i mercanti d'arte, il cui gusto era più libero da incrostazione ideologiche, assunsero un ruolo di primo piano, sia come talent-scout che come consiglieri riconosciuti della classe borghese. Venezia, ormai in piena crisi economica, divenne il principale centro di approvvigionamento per questi mercanti, che fungevano da intermediari tra le famiglie venete decadute e gli acquirenti, soprattutto stranieri: è proprio nella Serenissima che il mercante Daniele De Nijs importò la galleria dei Gonzaga, poi venduta in blocco a Carlo I d'Inghilterra.

### Il XVIII e XIX secolo, il collezionismo moderno
Durante il XVIII secolo si verificarono forti trasformazioni sociali che diedero atto ad una serie di mutamenti che segnarono il volto delle maggiori realtà europee. Apice di questi moti rivoluzionari fu la prima Rivoluzione francese a seguito dell'Illuminismo.
La progressiva affermazione della borghesia ed il conseguente rinnovamento del gusto portarono il collezionismo colto nobiliare di un tempo a cedere il posto al collezionismo moderno borghese.
In questo periodo nacquero i musei, luoghi prescelti per raccogliere, ricollocare e mostrare il gusto, la cultura e gli oggetti di interesse del tempo. 
Il potere statale del XVII secolo diventa a sua volta collezionista e gallerista, crea le collezioni pubbliche per celebrare la sua storia e la sua importanza. 
Si può notare come la Francia sotto Napoleone aumentò considerevolmente le proprie collezioni di beni artistici. 
Questi beni, ottenuti per vittoria militare o per spedizione archeologica (es. la stele di Rosetta), tuttora compongono gran parte del patrimonio culturale del Louvre. Queste sottrazioni sono conosciute come spoliazioni napoleoniche.
Le trasformazioni culturali da un lato crearono il senso di identità nazionale e appartenenza ad un territorio, ma dall'altro lato alimentarono lo scontro etnico tra le popolazioni e diventarono strumento di espansione per il colonialismo.
Nel XIX secolo il lavoro congiunto di musei, mercanti, collezionisti e pubblico crearono e svilupparono quello che successivamente verrà chiamato mercato dell'arte.
Infatti il collezionismo privato continuò a fiorire nel XIX secolo, determinato sia dalla passione per l'arte che dal desiderio di investire i capitali: fra le maggiori collezioni italiane del secolo vanno ricordate, tra le altre, quelle di Gaetano Filangieri iunior a Napoli, di Giacomo Carrara a Bergamo, di Teodoro Correr a Venezia e di Federico Stibbert a Firenze; per quanto riguarda gli altri paesi europei, importanti furono la Wallace Collection (Londra) e la Jacquemart-André (Parigi).
Sempre verso la fine del secolo iniziarono a formarsi anche le grandi collezioni americane, tra cui vanno ricordate quelle di Andrew W. Mellon, Isabella Stewart Gardner, John Pierpont Morgan, Samuel H. Kress e Paul Getty.

### Il XX secolo e la situazione contemporanea
Quello che caratterizzò maggiormente la storia del collezionismo dell'arte del XX secolo fu il ruolo che ricoprirono galleristi e collezionisti.
Essi furono gli attori principali per la diffusione fisica e commerciale della maggior parte delle opere d'arte di quel periodo, sviluppando un sistema finanziario dell'arte tale da poter influenzare la critica sulle nuove scoperte e di conseguenza sulla valorizzazione di molte correnti artistiche.
Musei e collezioni pubbliche partecipavano al processo di formazione del valore artistico che a sua volta favorivano lo sviluppo di musei e collezioni sempre più grandi; è in questo contesto storico che nacquero i più noti musei come il MOMA (museum of modern art) ed il Guggenheim.
Questo fenomeno diede vita alla dicotomia mondo dell'arte e mercato dell'arte che conosciamo oggi.
Più tardi verso la metà del secolo l'investimento di capitale, la creazione di un sistema economico del collezionismo e la dinamicità di tale mercato permisero a banche e società di credito di investire nell'arte dando vita negli USA alle prime collezioni aziendali. 
Da notare come già precedentemente l'attività di grandi corporazioni era stata impiegata per nascita delle istituzioni museali: Rockefeller e Moma.
Solo molto più tardi l'attività di alcuni artisti (critica istituzionale) si concentra sull'evidenziare i collegamenti tra il mondo dell'arte e l'economia. 
Un esempio di tale pratica artistica è il lavoro dell'artista tedesco Hans Haacke che nel 1970 realizza la sua opera Moma poll, con la quale sottolinea le relazioni tra Moma, il governatore Rockefeller e la politica del tempo del presidente Nixon.
Si assiste poi alla nascita di una nuova forma di collezionismo sicuramente più dinamico che non si limita a seguire le tendenze del mercato dell'arte, ma le anticipa. È su questo solco che si muove la testimonianza storico-artistica del collezionista italiano, Giuseppe Panza di Biumo, capace di raccogliere nel tempo una miriade di opere delle più disparate tendenze.
La mobilità dell'opera d'arte, garantita sia dai mezzi di trasporto sia dai flussi economici, insieme alla moltiplicazione degli operatori di settore, della diffusione mediatica e di un pubblico sempre più vasto favorirono la comparsa di nuovi modelli espositivi come ad esempio la fiera d'arte.Esempio di tale manifestazione è il caso di particolare rilievo della fiera di Basilea: Art Basel.
Queste metamorfosi del mercato e del mondo dell'arte influirono ed influiscono tuttora profondamente nella concezione di bene artistico, alimentando così un concetto di collezionismo ambiguo e multiforme.
Nel XXI secolo l'investimento nel settore artistico rappresenta la sintesi tra diversi fattori: valore, cultura ed estetica.
Questa sintesi appare non trasparente per via di logiche e meccanismi intrinseci del sistema dell'arte spesso speculativi e volutamente opachi. 
Questi elementi caratterizzano molti aspetti dell'arte e delle collezioni degli ultimi decenni del XX secolo e degli inizi del XXI.